# جروبو أبريل
جروبو أبريل (Grupo Abril) هو تكتل إعلامي برازيلي يقع مقره الرئيسي في ساو باولو. الشركة هي الشركة القابضة لـ إديتورا أبريل التي تنشر المجلة الإخبارية الأسبوعية فيجا.

## الشركات التابعة
- إديتورا أبريل
- تي في أيه (فيفو تي في)
- أبريل راديو دوفيساو

## وصلات خارجية
- موقع جروبو أبريل